# Municipio de Islington (Londres)
Islington (oficialmente, London Borough of Islington) es un municipio de la ciudad de Londres. Tiene una población estimada, a mediados de 2022, de 220 373 habitantes.
Ubicado en el área conocida como Londres Interior (Inner London), el municipio se constituyó en 1965 de la fusión de los municipios metropolitanos de Islington y Finsbury, pero la entidad resultante sigue siendo el segundo más pequeño de los municipios londinenses y el tercer distrito más pequeño de Inglaterra.
El municipio incluye dos circunscripciones parlamentarias de Westminster: Islington North e Islington South & Finsbury.
La autoridad administrativa local es el Concejo de Islington (Islington Council).

## Etimología
A Islington los sajones la llamaron originariamente Giseldone (1005), y luego Gislandune (1062). El nombre significa 'Gīsla's hill' ("Colina de Gisla"), del nombre inglés antiguo Gīsla y dun, 'colina', forma arcaica de 'down'. El nombre posteriormente se cambió a Isledon, que siguió usándose hasta bien entrado el siglo XVII, cuando surgió la forma moderna.
En la época medieval, Islington era solo uno más de los señoríos de la zona, junto con Bernersbury, Neweton Berewe o Hey-bury, y Canonesbury (Barnsbury, Highbury y Canonbury - nombres documentados por primera vez en los siglos XIII y XIV).
"Islington" empezó a aplicarse como nombre de la parroquia que abarcaba estos pueblos, y fue el nombre elegido para el municipio metropolitano que se formó en 1900. Al fusionarse con Finsbury para formar el municipio moderno, su nombre pasó a designar todo el municipio.

## Barrios
El municipio de Islington abarca, entre otros, los siguientes barrios:
- Angel, Archway, Ashburton Grove,  Barnsbury, Canonbury, Clerkenwell, Finsbury
- Finsbury Park (compartido con los municipios de Haringey y Hackney), Highbury, Holloway, Islington
- Kings Cross, Newington Green, Pentonville, St Luke's, Tufnell Park